# Aegyptosaurus
 Aegyptosaurus  ist eine Gattung sauropoder Dinosaurier aus der Gruppe der Titanosauria. Fossilien stammen aus der frühen Oberkreide Nordafrikas. 
Aegyptosaurus wurde bereits 1932 von dem deutschen Paläontologen Ernst Stromer von Reichenbach anhand eines fragmentarischen Skeletts beschrieben, das aus der Bahariya-Oase (Bahariya-Formation) in Ägypten stammt. Einzige Art ist Aegyptosaurus baharijensis. Dieses Skelett wurde seitdem in München aufbewahrt und ging im  Zweiten Weltkrieg bei einem Luftangriff am 24. bzw. 25. April 1944 im Museum Alte Akademie verloren.

## Merkmale
Aegyptosaurus war mit einer geschätzten Länge von 16 Metern und einem Gewicht von etwa 10 Tonnen ein mittelgroßer Sauropode. Die exakte Abgrenzung von anderen Gattungen ist schwierig, da die Knochen nicht mehr für neue Untersuchungen zur Verfügung stehen.
Der einzige andere Sauropode aus der Bahariya-Formation ist der 2001 beschriebene Paralititan, der jedoch durch einige Merkmale von Aegyptosaurus unterschieden werden kann: So war Aegyptosaurus deutlich kleiner als Paralititan, beispielsweise misst der Oberarmknochen (Humerus) nur 59 % der Länge des Oberarmknochens von Paralititan. Die vorderen Schwanzwirbel von Aegyptosaurus hatten den Beobachtungen Ernst Stromers zufolge seitliche Aushöhlungen (Pleurocoele), im Unterschied zu Paralititan. Weitere Unterschiede zwischen diesen Gattungen finden sich in der Morphologie von Schulterblatt und Oberarmknochen.
Die vorderen und mittleren Schwanzwirbel scheinen procoel (auf der Vorderseite konkav) gewesen zu sein – ein Merkmal modernerer (abgeleiteterer) Titanosauria.

## Systematik
Die systematische Position innerhalb der Titanosauria ist unklar. Upchurch und Kollegen (2004) halten Aegyptosaurus für einen ursprünglicheren Titanosauria und klassifizieren ihn außerhalb der Lithostrotia, einer Gruppe, der alle moderneren Titanosaurier zugeschrieben werden. Curry Rogers (2005) ordnet Aegyptosaurus jedoch als ursprünglichen Vertreter innerhalb Saltasauridae ein, zusammen mit Gattungen wie beispielsweise Opisthocoelicaudia, Saltasaurus, Nemegtosaurus und Rapetosaurus.

## Fund, Forschungsgeschichte und Namensgebung
Ernst Stromer erforschte die Bahariya-Oase Anfang des 20. Jahrhunderts und beschrieb eine mannigfaltige fossile Wirbeltierfauna. Neben den Überresten des Aegyptosaurus fand er beispielsweise die Theropoden Spinosaurus, Carcharodontosaurus und Bahariasaurus. Stromers Sammlung, einschließlich der Aegyptosaurus-Knochen, wurde in der Alten Akademie in München aufbewahrt (damals Sitz der Bayerischen Staatssammlung für Paläontologie und Historischen Geologie) und ging größtenteils bei dem Luftangriff auf München 1944 verloren. Das fragmentarische Skelett (Holotyp, Exemplarnummer BSP 1912 VIII 61) von Aegyptosaurus bestand aus einem teilweise erhaltenen Schulterblatt, neun Beinknochen und drei Schwanzwirbeln. Diese Überreste stammten vermutlich aus der frühen Oberkreide  (Cenomanium).
Der Name Aegyptosaurus leitet sich von dem lateinischen Aegypto und dem griechischen saura ab und bedeutet so viel wie „Ägyptische Echse“. Der Artname baharijensis verweist auf die Baharija-Oase, den Fundort des Skeletts.
Neben dem Holotyp-Exemplar beschrieb Ernst Stromer einige weitere Sauropodenfossilien aus der Baharija-Oase und ordnete sie vorläufig ebenfalls Aegyptosaurus zu. Diese Funde schließen einen unbestimmbaren Wirbel (BSP 1912 VIII 66), zwei mögliche Schwanzwirbel (BSP 1912 VIII 67) sowie einen procoelen Schwanzwirbel (BSP 1912 VIII 65). Seit mit der Entdeckung von Paralititan zwei Sauropoden aus der Baharija-Fauna bekannt sind, müssen diese Überreste jedoch als Sauropoda ungeklärter Zuordnung (incertae sedis) klassifiziert werden, da nicht klar ist, zu welcher der beiden Gattungen sie gehörten. Lapparent (1960) ordnete dieser Gattung drei weitere fragmentarische Funde aus dem Niger zu.